# جهاز عرض النقطة الكمومية

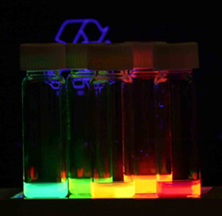
مستعلق من نقاط كمومية مشع بواسطة الأشعة فوق البنفسجية. تصدر النقاط الكمومية مختلفة القياس ألواناً مختلفة حسب كمية التقييد الكمومي.

جهاز عرض النقطة الكمومية هو جهاز عرض يستخدم مبدأ النقاط الكمومية، وهي بلورات نانوية ذات قدرة على إصدار ضوء أحادي اللون.
تستخدم هذه التقنية في شاشات الصمام الثنائي الباعث للضوء؛ وكذلك في الثنائيات الباعثة للضوء العضوية (OLED) والمكروئية (MicroLED).